# قوز آغاجی
قوز آغاجی (به لاتین: Qozağacı) یک منطقه مسکونی در جمهوری آذربایجان است که در شهرستان سیاه‌زن واقع شده است. قوز آغاجی ۳۷۸ نفر جمعیت دارد.